# El Trébol (Michoacán)
El Trébol es una localidad del estado mexicano de Michoacán. Es parte del municipio de Tarímbaro.

## Demografía
| Censo | Población |
| ----- | --------- |
| 2000  | 238       |
| 2010  | 1441      |
| 2020  | 3185      |